# 奧霍特尼切 (扎波羅熱州)
47°44′53″N 36°27′44″E / 47.74806°N 36.46222°E
奧霍特尼切（烏克蘭語：Охотниче）是位於烏克蘭東南部的村莊，由扎波羅熱州波洛希區的馬利尼夫卡市鎮負責管轄。該村面積0.01平方公里，海拔高度99米，2001年人口20，人口密度每平方公里2,857.1人。